# John D’Albiac

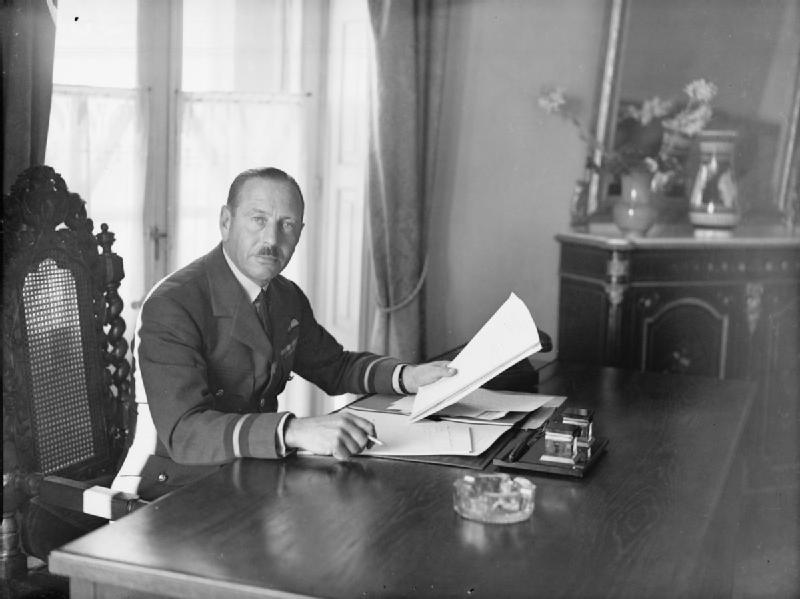
John D’Albiac als Befehlshaber der britischen Luftstreitkräfte in Griechenland, um 1940

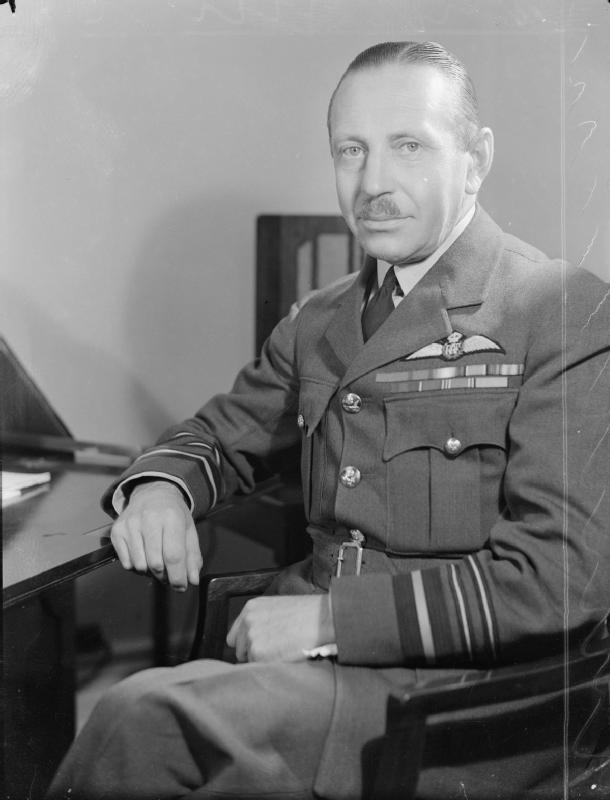
John d’Albiac als Kommandeur der 2 TAF, um 1944

John Henry D’Albiac KCVO, KBE, CB, DSO, (* 28. Januar 1894 in Dublin; † 20. August 1963 in Beaconsfield) war ein britischer Fliegergeneral der Royal Air Force während des Zweiten Weltkriegs, insbesondere war er der Befehlshaber über die britischen Luftstreitkräfte während der Schlacht um Griechenland und der Attacke im Indischen Ozean.

## Biografie
D’Albiac wuchs in Twickenham und Brentford als Sohn von Charles William D’Albiac und Rhoda Mary D’Albiac geb. Paris auf. Er wurde an der Seabrook Lodge School in Kent, am Framlingham College und am Royal Military College in Sandhurst ausgebildet. 1933 heiratete er seine Frau Sibyl Mary Owen in Colaba in Indien. Das Paar hatte drei Töchter (Yvonne, Susan und Marie Christine, Frau von John Ridgway).

### Erster Weltkrieg
Er wurde 1914 in die Royal Marine Artillery aufgenommen, im folgenden Jahr jedoch zum Royal Naval Air Service abkommandiert. 1916 wurde D’Albiac während seines Dienstes in Frankreich als Flugzeugbeobachter mit dem Distinguished Service Order ausgezeichnet. Nach seinem Dienst als Stationskommandant bei der RAF Scopwick wechselte er 1918 zur Royal Air Force.

### Zwischenkriegszeit
D'Albiac diente ab 1922 im Stab des Hauptquartiers der RAF Transjordanien und ab 1926 als Flugkommandant in der 99. Staffel der RAF.

### Zweiter Weltkrieg
Während des Zweiten Weltkriegs diente D’Albiac ab August 1939 als Air Officer Commanding RAF Palestine and Transjordan, ab November 1940 als Air Vice-Marshal in Griechenland, wohin auf Bitten der griechischen Regierung sechs Staffeln der Royal Air Force aus Palästina verlegt worden waren. Die Luftstreitkräfte in Griechenland bestanden aus nur 80 Flugzeugen gegenüber etwa 800 deutschen und 300 italienischen Maschinen. Im Mai 1941 kehrte er kurz wieder als Air Officer Commanding RAF nach Palästina zurück. Im Juni löste er den verletzten Air Vice-Marshal Harry Smart als kommandierender Luftwaffenoffizier der britischen Streitkräfte im Irak ab. Den Absturz seines Flugzeugs, einer Bristol Blenheim IV, die beim Start in Lod eine Dampfwalze traf, überlebte er, ein arabischer Arbeiter kam ums Leben. Er wurde im März 1942 Air Officer Commanding No. 222 Group in Ceylon und in den Rang eines Air Vice Marshal befördert. Nur einen Monat nach Übernahme des Kommandos in Ceylon wurde er mit einem Angriff der japanischen Marine auf die Insel konfrontiert. Zur Bekämpfung dieses Angriffs von über 300 Flugzeugen auf japanischen Flugzeugträgern standen ihm 50 Hawker Hurricanes, 14 Blenheims, sechs Catalinas und einige Fairey Fulmars der FAA zur Verfügung. Obwohl seine Truppen zahlenmäßig stark unterlegen waren, gelang es ihnen, die Japaner abzuwehren, die sich nie wieder in größerer Zahl in den Indischen Ozean wagten.
Im Dezember 1942 ging er als Air Officer Commanding der No. 2 Group zurück nach England und wurde im Juni 1943 Oberbefehlshaber der RAF Second Tactical Air Force, im Februar 1944 stellvertretender Kommandeur der alliierten taktischen Luftstreitkräfte Mittelmeer und im November 1944 zum Personal-Generaldirektor der RAF ernannt.

### Nachkriegszeit
Nach dem Krieg schied er im Rang eines Air Marshal aus dem aktiven Militärdienst aus. Nach seiner Pensionierung war D’Albiac ab 1947 erster Flugplatzkommandant am Flughafen London Heathrow und ab 1957 stellvertretender Vorsitzender des Air Transport Advisory Council. Er entwickelte ein neues paralleles Start- und Landebahnsystem, das die alte dreieckige Anlage ersetzte. Außerdem entwarf er Pläne für den Bau von Terminals und eines Kontrollturms. Nach ihm wurde das D'Albiac House benannt, ein Bürogebäude auf dem Flughafengelände. 1961 trat er in den Ruhestand.

## Orden und Ehrenzeichen
- 1914–15 Star
- British War Medal
- Knight Commander of the Royal Victorian Order
- Knight Commander of the Order of the British Empire
- Companion of the Order of the Bath
- Companion of the Distinguished Service Order
- Mentioned in Despatches
- Großkommandeur des Phönix-Ordens (Griechenland)
- Commander of the Legion of Merit (USA)
- Grootofficier in de Orde van Oranje-Nassau (Niederlande)